# Carlo Valli
Carlo Valli (Asti, 4 ottobre 1943) è un attore, doppiatore, direttore del doppiaggio e dialoghista italiano.
Attore teatrale, televisivo e radiofonico con alcune incursioni anche sul grande schermo, è noto al grande pubblico come voce italiana di Robin Williams  in gran parte dei suoi film, è inoltre noto per aver doppiato, fra gli altri, Jim Broadbent nel ruolo di Horace Lumacorno nella saga di Harry Potter, Ken Stott nel ruolo del nano Balin nella trilogia Lo Hobbit, David Bradley nel ruolo di Lord Walder Frey nella serie tv Il Trono di Spade, Rex in Toy Story e nei successivi prodotti d'animazione Pixar, Skaracchio Ruttans in Dragon Trainer, Ghostface nella saga cinematografica di Scream.

## Biografia
Inizia la sua carriera attoriale da bambino a Torino, partecipando a delle trasmissioni radiofoniche destinate all'infanzia; si iscrive poi all'Accademia d'arte drammatica "Silvio d'Amico" dove si diploma nel 1965. Recita con il Teatro Stabile dell'Aquila e con varie compagnie in un gran numero di spettacoli nel corso degli anni. È fra gli interpreti della miniserie televisiva La donna di picche diretta da Leonardo Cortese, di Gamma diretto da Salvatore Nocita e diverse altre produzioni televisive, fra cui l'Orlando Furioso di Luca Ronconi. Sin dai primi anni settanta prende parte anche a opere di carattere poliziesco o cronachistico, fra cui Imputazione di omicidio per uno studente, pellicola diretta da Mauro Bolognini e sceneggiata da Ugo Pirro, e La contessa Lara, miniserie di Dante Guardamagna basata sulla vicenda di Evelina Cattermole.
Nel 1995 Valli è premiato con il Nastro d'argento al miglior doppiaggio maschile per aver prestato la voce a Robin Williams nel film Mrs. Doubtfire - Mammo per sempre. Ha doppiato l'attore nella maggior parte delle sue interpretazioni, venendo talvolta sostituito dal collega Marco Mete. 
Tra il 1996 e il 2023 ha prestato la voce al serial killer Ghostface in tutti e sei i film di Scream. Ha doppiato in numerose interpretazioni anche gli attori Colm Meaney e Jim Broadbent.
È inoltre direttore del doppiaggio e tra i suoi numerosi lavori figurano tutti i film di Wes Anderson (escluso Asteroid City) e tutti i lungometraggi Pixar fino al 2017 (quando, a partire da Cars 3, è subentrato Massimiliano Manfredi), ad eccezione di A Bug's Life - Megaminimondo (diretto da Francesco Vairano), Ratatouille (diretto da Massimiliano Alto) e WALL•E (diretto da Carlo Cosolo).
Nel 2010 è stato premiato con il Leggio d'oro per la direzione del doppiaggio del film d'animazione Up.
Tra il 2012 e il 2014 ha doppiato Ken Stott nel ruolo di Balin nella trilogia de Lo Hobbit e nel 2015 ha recitato nella pellicola cinematografica Le leggi del desiderio, nel ruolo del padre del protagonista interpretato da Silvio Muccino. 
Nel 2019 è apparso in The Nest (Il nido) di Roberto De Feo nella parte di Ettore.
Attivo anche come doppiatore di cartoni animati, ha doppiato il Gran Curatore in Futurama e nel 2023 è divenuto la nuova voce italiana di Bender, a partire dall'ottava stagione della serie. 
Fra il 2023 e il 2024 è ancora protagonista a teatro in Tabú, un testo di Nicola Manzari risalente alla fine degli anni settanta e diretto, in questa versione, da Gianluigi Fogacci.
È stato socio della Società Attori Sincronizzatori e della Cast Doppiaggio e ha
insegnato doppiaggio presso la scuola di doppiaggio Voice Art Dubbing.

### Vita privata
Ex-marito dell'attrice e doppiatrice Claudia Giannotti, si è risposato con la doppiatrice e adattatrice Cristina Giachero; dal secondo matrimonio ha avuto due figli, entrambi doppiatori: Ruggero (1998) e Arturo (2000). È appassionato di fotografia e i suoi soggetti preferiti sono i nudi artistici femminili.

## Filmografia

### Cinema
- Imputazione di omicidio per uno studente, regia di Mauro Bolognini (1972)
- Italia a mano armata, regia di Marino Girolami (1976)
- Viens chez moi, j'habite chez une copine, regia di Patrice Leconte (1981)
- Le leggi del desiderio, regia di Silvio Muccino (2015)
- The Nest (Il nido), regia di Roberto De Feo (2019)
- Der Doktor - L'ombra della morte, regia di Alessio De Bernardi (2024)

### Televisione
- Jack e Jill, regia di Alessandro Brissoni – miniserie TV (1956)
- Un certo Harry Brent, regia di Leonardo Cortese – miniserie TV (1970)
- La donna di picche, regia di Leonardo Cortese – miniserie TV (1972)
- È stata una bellissima partita, regia di Fulvio Tolusso – miniserie TV (La rivincita) (1972)
- Orlando Furioso, regia di Luca Ronconi – miniserie TV (1974)
- Senza uscita, regia di Salvatore Nocita – miniserie TV (1974)
- La contessa Lara, regia di Dante Guardamagna – miniserie TV (1975)
- Tracce sulla neve, regia di Alessandro Cane – film TV (1975)
- Gamma, regia di Salvatore Nocita – miniserie TV (1975)
- Tatort – serie TV, episodio Wohnheim Westendstraße, ARD (1976).
- L'assassinio di Federico Garcia Lorca, regia di Alessandro Cane – miniserie TV (1976)
- Chi?, regia di Giancarlo Nicotra, giallo-quiz:
  - Un covo di vipere, 17 ottobre 1976
  - Imputazione: duplice omicidio, 31 ottobre 1976
  - Reo confesso, 14 novembre 1976
  - Un delitto troppo perfetto, 12 dicembre 1976
  - Stasera alle undici, 6 gennaio 1977
- Il povero soldato, regia di Mario Morini – miniserie TV (1978)
- Un amore di Dostoevskij, regia di Alessandro Cane – miniserie TV (1978)
- Così per gioco, regia di Leonardo Cortese  – miniserie TV (1979)
- Quell'antico amore, regia di Anton Giulio Majano – miniserie TV (1981)
- Giallo sera, regia di Mario Caiano (1983) giallo-quiz in 10 puntate
- Piccolo mondo antico, regia di Salvatore Nocita – miniserie TV (1983)
- Un delitto – film TV, regia di Salvatore Nocita (1984)[10]
- Disperatamente Giulia, regia di Enrico Maria Salerno – miniserie TV (1989)
- Un figlio a metà, regia di Giorgio Capitani – miniserie TV (1992)
- Un figlio a metà - Un anno dopo, regia di Giorgio Capitani – miniserie TV (1994)
- Italian Restaurant – serie TV, episodio Figlio, figlio... mio? (1994)
- Il maresciallo Rocca – serie TV, episodio 1x02 (1996)
- Incantesimo 3 – soap opera (2000)
- Adriano Olivetti - La forza di un sogno, regia di Michele Soavi – miniserie TV (2013)

### Prosa televisiva Rai
- Ed egli si nascose di Ignazio Silone, regia di Giacomo Colli, trasmessa il 29 aprile 1966.
- I giusti di Albert Camus, regia di Enrico Colosimo, trasmessa il 1º settembre 1970.
- Abramo Lincoln in Illinois di Robert E. Sherwood, regia di Sandro Sequi, trasmessa il 14 e 15 ottobre 1976.
- La bugiarda di Diego Fabbri, regia di Giancarlo Cobelli, trasmessa il 28 settembre 1979.

### Cortometraggi
- Wind Back, regia di Andrea Carrino (2017)
- TOB.IA, regia di Emanuele Sana (2020)
- Our Good Hands, regia di Pierluigi Ferrandini (2020)

## Radio
- L’ultimo rintocco di Jacques E. Moreau, regia di Eugenio Salussolia, 14 novembre 1954.
- L'orologio di Tito Guerrini e Luciano Malaspina, regia di Giacomo Colli, 13 maggio 1959.
- Portava una valigia di Nino Lillo, regia di Eugenio Salussolia, 2 ottobre 1959.
- Una voce nella vita di Ermanno Carsana, regia di Eugenio Salussolia, 8 aprile 1961.
- Una ragazza tra la folla di Anna Maria Dell’Acqua, regia di Ernesto Cortese, 11 dicembre 1961.
- Ed egli si nascose di Ignazio Silone, regia di Giacomo Colli, 29 aprile 1966.
- L'avventura d'un povero cristiano di Ignazio Silone, regia di Valerio Zurlini, 8 dicembre 1969.
- Cesare e Cleopatra di George Bernard Shaw, regia di Sandro Sequi, 28 gennaio 1974.
- Il diluvio di Igor' Stravinskij, 30 marzo 1974.
- Nathan il saggio di Gotthold Ephraim Lessing, regia di Vittorio Sermonti, 28 aprile 1976.
- Il naufragio dell’Ercole di Stanislao Nievo, regia di Pietro Formentini, 12 maggio 1976.
- La canaglia felice di Cletto Arrighi, regia di Ernesto Cortese, 15 puntate, dal 17 maggio al 4 giugno 1976.
- La duchessa di Amalfi di John Webster, regia di Mario Missiroli, 31 maggio 1976.
- Storia di Genji, il principe splendente, dal romanzo di Murasaki Shikibu, regia di Gianni Casalino, 15 puntate, dal 26 dicembre 1977 al 12 gennaio 1978.
- Il velocifero di Luigi Santucci, regia di Ernesto Cortese, 18 puntate, dal 17 dicembre 1979 al 5 gennaio 1980.
- La saga di Gilgamesh di Giovanni Pettinato e Silvia Chiodi, regia di Claudio Grimaldi, 30 puntate, dal 18 novembre al 27 dicembre 1991.
- Corio di Primo Levi, 20 febbraio 1992.
- Cristobal Colon, morte di un marinaio di Giancarlo Ragni, regia di Maddalena Fallucchi, 17 ottobre 1992.
- Medicina di Lu Xun, 9 novembre 1992.
- Il fanciullo nascosto di Grazia Deledda, 31 maggio 1993.
- Un uomo e una donna di Grazia Deledda, 24 settembre 1993.
- L’aereo della bella addormentata di Gabriel García Márquez, 1 gennaio 1995.
- La pace domestica di Georges Courteline, regia di Beppe Navello, 14 gennaio 1995.
- Voce del personaggio di Mr. Planet nella trasmissione radiofonica in onda su Radio 105, Radio Monte Carlo e Virgin Radio.
- Voce di pubblicità Chinò, Renault, Colussi e altre.

## Teatro
- L'uomo, la bestia e la virtù di Luigi Pirandello, regia di Paolo Giuranna, Milano, Teatro Manzoni, 12 ottobre 1965.
- Ed egli si nascose di Ignazio Silone, regia di Giacomo Colli, Teatro Stabile dell’Aquila, 31 ottobre 1965.
- L'avventura di Maria di Italo Svevo, regia di Mario Maranzana, Spoleto, Teatro Caio Melisso, 25 giugno 1966.
- Ispezione di Ugo Betti, regia di Paolo Giuranna, L’Aquila, Teatro Comunale, 3 gennaio 1967.
- Il divorzio di Vittorio Alfieri, regia di Paolo Giuranna, Asti, Teatro Alfieri, 9 marzo 1967.
- Tartufo di Molière, regia di Paolo Giuranna, Roma, Teatro della Cometa, 5 marzo 1968
- Discorso per la lettera a una professoressa della scuola di Barbiana e la rivolta degli studenti di Franco Enriquez e Franco Cuomo, regia di Franco Enriquez, Mestre, Teatro Corso, 19 settembre 1968.
- Le mosche di Jean-Paul Sartre, regia di Franco Enriquez, Vicenza, Teatro Olimpico, 27 settembre 1968.
- La dame de Chez Maxim, di Georges Feydeau, regia di Franco Enriquez, Milano, Teatro Lirico, 28 dicembre 1968.
- L'avventura d'un povero cristiano di Ignazio Silone, regia di Valerio Zurlini, San Miniato, 3 agosto 1969.
- Operetta di Witold Gombrowicz, regia di Antonio Calenda, Teatro Stabile dell’Aquila, 17 novembre 1969.
- Orestea di Eschilo, regia di Antonio Calenda, L’Aquila, Castello Cinquecentesco, 10 marzo 1970.
- I tre moschettieri di Alexandre Dumas padre, regia di Roger Planchon, Ferrara, Teatro Comunale, 26 novembre 1970.
- La locandiera di Carlo Goldoni, regia di Mario Missiroli, Firenze, Teatro della Pergola, 2 febbraio 1972.
- Molto rumore per nulla di William Shakespeare, regia di Mario Missiroli, Verona, Teatro Romano, 14 luglio 1972.
- Orestea di Eschilo, regia di Luca Ronconi, Spoleto, 1 luglio 1973.
- Una partita a scacchi, di Thomas Middleton, regia di Luca Ronconi, Prato, Teatro Metastasio, 6 maggio 1974.
- Utopia, da Aristofane, regia di Luca Ronconi, Firenze, Piazza Santa Croce, 29 agosto 1975.
- Sogno di una notte di mezza estate di William Shakespeare, regia di Mauro Bolognini, Verona, Teatro Romano, 19 luglio 1975.
- Nathan il saggio di Gotthold Ephraim Lessing, regia di Mario Missiroli, Carmagnola, Salone San Filippo, 29 luglio 1976.
- L'uomo difficile di Hugo von Hofmannsthal, regia di Sergio Fantoni, Bologna, Teatro Duse, 31 ottobre 1977.
- La bugiarda di Diego Fabbri, regia di Giancarlo Cobelli, Roma, Teatro Quirino, 14 novembre 1978.
- Tartufo di Molière, regia di Giulio Bosetti, Vicenza, Teatro Olimpico, 26 settembre 1979.
- Il racconto d'inverno di William Shakespeare, regia di Giancarlo Cobelli, Verona, Teatro Romano, 8 agosto 1980.
- L'albergo del libero scambio, di Georges Feydeau e Maurice Desvallières, regia di Giulio Bosetti, Torino,  Teatro Carignano, 14 ottobre 1980
- Il malato immaginario di Molière, regia di Gabriele Lavia, Vicenza, Teatro Olimpico, 16 settembre 1981.
- Harvey di Mary Chase, regia di Enrico Maria Salerno, Sanremo, 24 dicembre 1983
- Madame Bovary da Gustave Flaubert, regia di Giancarlo Sbragia, Vittà di Castello, 17 dicembre 1984
- Otello di William Shakespeare, regia di Giancarlo Sbragia, Verona, Teatro Romano, 3 luglio 1985.
- Amami, Arturo di Arturo Brachetti, Filippo Crivelli, Guido Davico Bonino, regia di Filippo Crivelli, Modena, Teatro Storchi, 6 dicembre 1986.
- L'egoista di Carlo Bertolazzi, regia di Marco Sciaccaluga, Teatro di Genova, 15 ottobre 1987.
- Scene di matrimonio: Terzetto spezzato, La verità di Italo Svevo, regia di Beppe Navello, Taormina, 25 luglio 1988.
- Solo per amore di Carla Vangelista e Luca Di Fulvio, regia di Tonino Pulci, Roma, Teatro dell’Orologio, 2 maggio 1989.
- Il mondo è un gran teatro, da William Shakespeare, regia di Giuseppe Venetucci, Taormina, 20 agosto 1989.
- Il pensiero di Leonid Nikolaevič Andreev, regia di Enrico Maria Salerno, Concorezzo, 10 gennaio 1990
- Un patriota per me di John Osborne, regia di Giancarlo Cobelli, Roma, Teatro dell’Orologio, 31 gennaio 1991.
- Doppio gioco, testo e regia di Renato Giordano, Fondi, 19 luglio 1991.
- La maschera di Carlo Bertolazzi, regia di Filippo Crivelli, Todi Festival, 31 agosto 1991.
- La strega di Nikolaj Koljada, regia di Renato Giordano, Roma, Teatro Tordinona, 1 febbraio 1992
- Pianeta Buzzati da Dino Buzzati, regia di Filippo Crivelli, Todi Festival, 26 agosto 1992.
- Morte di un commesso viaggiatore di Arthur Miller, regia di Enrico Maria Salerno, Jesi, Teatro Pergolesi, 8 gennaio 1993.
- La confessione del fornitore e Vittima amato nome di Fabio Cavalli, regia di Antonio Mastellone, 1994
- Cuba e il suo orsacchiotto di Reinaldo Povod, regia di Francesco Randazzo, Roma, Teatro Colosseo, 26 aprile 1995.
- Quai Ouest di Bernard-Marie Koltès, regia di Massimo Belli, Roma, Teatro Tor Bella Monaca, 7 settembre 1995.
- Esca viva, testo e regia di Fabio Cavalli, Roma, Teatro Colosseo, 2 aprile 1996.
- Eldorado, testo e regia di Renato Giordano, Gaeta, 9 agosto 1996.
- Zoo paradiso di Riccardo de Torrebruna, regia di Fabio Cavalli, Roma, Teatro La Comunità, 7 novembre 1996
- Un patriota per me di John Osborne, regia di Giancarlo Cobelli, Reggio Emilia, Teatro Ariosto, 21 gennaio 1997
- Il pipistrello di Johann Strauss (figlio), regia di Filippo Crivelli, Palermo, 14 gennaio 1998
- Caino di Byron, regia di Nuccio Siano, Roma, Teatro Colosseo, 27 ottobre 1998.
- Vita e morte di Re Giovanni di William Shakespeare, regia di Giancarlo Cobelli, Messina, Teatro Vittorio Emanuele II, 24 febbraio 1999.
- Rappresentazione della Croce di Giovanni Raboni, regia di Pietro Carriglio, Palermo, Teatro Biondo, 25 ottobre 2000.
- Doppio gioco. Casanova e Da Ponte a Dux, testo e regia di Renato Giordano, Roma, Teatro India, 4 aprile 2002.
- La stanza e Anniversario di Harold Pinter, regia di Roberto Andò, Roma, Teatro Argentina, 31 gennaio 2003.
- Professor Bernhardi di Arthur Schnitzler, regia di Luca Ronconi, Milano, Teatro Strehler, 18 gennaio 2005.
- Sette contro Tebe di Eschilo, regia di Jean-Pierre Vincent, Siracusa, Teatro Greco, 13 maggio 2005.
- Madre Coraggio e i suoi figli di Bertolt Brecht, regia di Robert Carsen, Milano, Teatro Strehler, 12 gennaio 2006.
- L'uomo, la bestia e la virtù di Luigi Pirandello, regia di Fabio Grossi, Teatro Eliseo 18 aprile 2006.
- La tempesta di William Shakespeare, regia di Daniele Salvo, Verona, Teatro Romano, 14 luglio 2010.
- La compagnia degli uomini di Edward Bond, regia di Luca Ronconi, Milano, Piccolo Teatro Grassi, 11 gennaio 2011.
- Assassinio nella cattedrale di T. S. Eliot, regia di Rosario Tronnolone, Roma, Chiesa del Gesù, 11 marzo 2011.
- La notte di Pinocchio di Marco Avarello, regia di Linda Di Pietro, Roma, Teatro Sala Uno, 21 ottobre 2014.
- Fred’s Diner di Penelope Skinner, regia Giacomo Bisordi, Roma, Teatro Belli, 12 novembre 2015.
- Genova New York di Marco Avarello, regia di Linda Di Pietro, Roma, Teatro Tordinona, 24 novembre 2015.
- Sei personaggi in cerca d'autore di Luigi Pirandello, regia di Daniele Salvo, Roma, Teatro Ghione, 24 febbraio 2017.
- Enrico V di William Shakespeare, regia di Daniele Pecci, Roma, Silvano Toti Globe Theatre, 21 luglio 2017.
- Macbeth di William Shakespeare, regia di Daniele Salvo, Roma, Silvano Toti Globe Theatre, 15 settembre 2017, replicato fino al 2022.
- Jekyll di Fabrizio Sinisi, regia di Daniele Salvo, Brescia, Teatro Sociale, 29 gennaio 2019.
- Non mi ricordo più tanto bene, testo e regia di Gérard Watkins, Roma, Teatro India, 20 maggio 2019.
- Tabú di Nicola Manzari, regia di Gianluigi Fogacci (2023-2024)

## Doppiaggio

### Film
- Robin Williams in Tempi migliori, Good Morning, Vietnam, L'attimo fuggente, Cadillac Man - Mister occasionissima, L'altro delitto, Toys - Giocattoli, Mrs. Doubtfire - Mammo per sempre, Le cinque vite di Hector, Nine Months - Imprevisti d'amore, A Wong Foo, grazie di tutto! Julie Newmar, Piume di struzzo, Jack, L'agente segreto, Hamlet, Harry a pezzi, Flubber - Un professore tra le nuvole, Will Hunting - Genio ribelle, Al di là dei sogni, Patch Adams, One Hour Photo, Insomnia, Un amore sotto l'albero, The Final Cut, The Big White, Vita da camper, L'uomo dell'anno, Licenza di matrimonio, La musica nel cuore - August Rush, Il papà migliore del mondo, Daddy Sitter, The Butler - Un maggiordomo alla Casa Bianca, Big Wedding, The Face of Love, 90 minuti a New York, Natale con i tuoi, Un'occasione da Dio
- Jim Broadbent in La moglie del soldato, Harry Potter e il principe mezzosangue, Another Year, Harry Potter e i Doni della Morte - Parte 2, The Iron Lady, Cloud Atlas, Le Week-End, Paddington, Big Game - Caccia al Presidente, S.O.S. Natale, The Lady in the Van, The Legend of Tarzan, L'altra metà della storia, Paddington 2, Sei minuti a mezzanotte, Un bambino chiamato Natale, Il ritratto del duca, L'imprevedibile viaggio di Harold Fry, Paddington in Perù
- Colm Meaney in The Snapper, Due sulla strada, Con Air, Intermission, Five Fingers - Gioco mortale, Il maledetto United, Giustizia privata, In viaggio con una rock star, La fredda luce del giorno, One Chance - L'opera della mia vita, The Devil's Hand, Pixie, No Way Up
- Martin Sheen in Animi scossi, Uomini al passo, Segreto di famiglia, The Double, Trash, L'eccezione alla regola, The Devil Has a Name, Judas and the Black Messiah
- Voce narrante in La lupa (1996)[11], Y tu mamá también - Anche tua madre, Il magico Natale di Rupert,[12] Kyashan - La rinascita, I figli della mezzanotte, Un fantasma per amico (2013), La dolce di arte di esistere,[13] ...altrimenti ci arrabbiamo! (2022)[14]
- Ken Stott in Le cronache di Narnia - Il principe Caspian, One Day, Lo Hobbit - Un viaggio inaspettato, Lo Hobbit - La desolazione di Smaug, Lo Hobbit - La battaglia delle cinque armate, Il mistero di Donald C.
- Richard Dreyfuss in Prigionieri dell'onore, Occhio al testimone, Le mie grosse grasse vacanze greche, Un'ultima risata, Book Club - Tutto può succedere, Daughter of the Wolf - La figlia del lupo, Crime story
- David Hayman in The Jackal, Il bambino con il pigiama a righe, Macbeth, Il palazzo del Viceré, Ricomincio da noi, Impero criminale, Wonka
- Richard Jenkins in Vizi di famiglia, Dear John, Mangia prega ama, Cogan - Killing Them Softly, La regola del silenzio - The Company You Keep
- Christopher Lloyd in Angels, Martin il marziano, Supercuccioli a Natale - Alla ricerca di Zampa Natale, Sin City - Una donna per cui uccidere, Il bar delle grandi speranze, Prossima fermata: Natale
- Robert Duvall in L'apostolo, The Road, Seven Days in Utopia, Cavalli selvaggi, Widows - Eredità criminale, Hustle
- Roger L. Jackson in Scream, Scream 2, Scream 3, Scream 4, Scream (2022), Scream VI
- John Heard in Mamma, ho perso l'aereo, Mamma, ho riperso l'aereo: mi sono smarrito a New York, L'amore di una madre, Rosa Scompiglio e i suoi amanti
- John Lithgow in Presunta assassina, La principessa degli intrighi, The Accountant, Daddy's Home 2
- Kurt Russell in 1997: Fuga da New York, Grosso guaio a Chinatown, Abuso di potere
- Bill Pullman in Strade perdute, Casper, Malice - Il sospetto, Magic Numbers - Numeri magici
- Tom Courtenay ne L'incredibile affare Kopcenko, The Aeronauts, Giorni d'estate
- Dennis Hopper in Rusty il selvaggio, I ragazzi del fiume, Speed
- Christopher Walken in Sentinel, The Maiden Heist - Colpo grosso al museo, Nonno questa volta è guerra
- Eugene Levy in Frequenze pericolose, Il padre della sposa 2, Motel Woodstock
- Peter Riegert in The Mask, La mia vita è uno zoo, American Pastoral
- Anthony Hopkins in Zero Contact, One Life, Locked - In trappola
- John Steiner in Tenebre, I due carabinieri
- Takeshi Kitano in Furyo e Zatoichi
- John Hurt in Orwell 1984, Amore e morte a Long Island
- David Patrick Kelly in Commando, Ancora vivo - Last Man Standing
- Gérard Depardieu in Alta, bella e pericolosa, Camille Claudel
- Tom Conti in Oddio, ci siamo persi il papa, Oppenheimer
- Pruitt Taylor Vince in Un poliziotto a 4 zampe, La leggenda del pianista sull'oceano
- Stephen Tobolowsky in Great Balls of Fire! - Vampate di fuoco, Benvenuti a Radioland
- Iain Glen in Silent Scream, La casa del destino
- Malcolm McDowell in Moon 44 - Attacco alla fortezza, Il fidanzato di mia sorella
- Karl Johnson in Wittgenstein e Dream Horse
- James Russo in Occhi di serpente, Django Unchained
- Saul Rubinek in Inviati molto speciali, Clock
- Viggo Mortensen in Ritratto di signora, Allarme rosso
- Phil Hartman in Small Soldiers, Sergente Bilko
- Art LaFleur in Che fine ha fatto Santa Clause?, Santa Clause è nei guai
- Albert Brooks in Questi sono i 40, Zona d'ombra
- William Hurt in Un divano a New York, The Host
- Harry Dean Stanton in This Must Be the Place, Lucky
- Dominique Pinon in My Old Lady, Quello che non so di lei
- Robert Forster in Survivor, Attacco al potere 2
- Udo Samel in Non tutte le sciagure vengono dal cielo, Storia di mia moglie
- Tommy Lee Jones in Ad Astra, Wander - Inganno mortale
- Donald Sumpter in Heart of the Sea - Le origini di Moby Dick e Limonov
- Dalmazio Grenti, Francesco Scali e altre voci in È arrivato mio fratello[15]
- Holt McCallany e Tom Wright in Creepshow 2
- Lawrence Tierney e Greg Breslau in Una pallottola spuntata[16]
- Garrick Hagon e Amir M. Korangy in Batman[17]
- Garrett Morris in Stuff - Il gelato che uccide
- Struan Rodger in Momenti di gloria
- Roderick Cook in Amadeus
- Alan Oppenheimer ne La storia infinita
- Bruce Campbell in La casa 2
- Sting in Stormy Monday
- Hart Bochner in Trappola di cristallo
- J.E. Freeman in Crocevia della morte
- Joe Pesci in Il padrone di casa
- Steven Wright in Le iene
- Ed Harris in Americani
- Richard Pilcher in La signora ammazzatutti
- Tim Woodward in La lettera scarlatta
- Paco Moraita in Viva San Isidro!
- Ernie Sabella in Un topolino sotto sfratto
- Heathcote Williams in Basic Instinct 2
- Richard Schiff in Solitary Man
- Fabrice Luchini in Potiche - La bella statuina
- Ian McShane in Hercules - Il guerriero
- Omar Sharif in Una notte con il re
- Kevin McNally in Operazione Valchiria
- Robert Pugh in L'uomo nell'ombra
- Roy Billing in Le cronache di Narnia - Il viaggio del veliero
- Michael Mantell ne Le idi di marzo
- Kurt Fuller in Midnight in Paris
- Steve Martin in Un anno da leoni
- Billy Connolly in Quartet
- Rade Šerbedžija in Taken - La vendetta
- Stuart Margolin ne La frode
- Charles MacLean ne La parte degli angeli
- Jim Lampley ne Il grande match
- Dermot Crawley in La migliore offerta
- Kevin Kline in Last Vegas
- Rob Reiner in The Wolf of Wall Street
- Ian McKellen in Mr. Holmes - Il mistero del caso irrisolto
- Peter McRobbie in The Visit
- Lee Horsley in The Hateful Eight
- Terry Gilliam in Jupiter - Il destino dell'universo
- Nicolas Marié in Dr. Knock
- Tim Pigott-Smith in Vittoria e Abdul
- Michael Gambon in La mia vita con John F. Donovan
- Derek Jacobi in Tolkien
- John Cleese in Clifford - Il grande cane rosso
- Bill Camp in Notizie dal mondo
- Miles Anderson in Macbeth
- Bill Hutchens ne Il monaco che vinse l'Apocalisse
- David Gilchrist in Art Squad - Gli artisti del furto
- Jim Gaffigan in Peter Pan & Wendy
- Michael Potts in Rustin
- Anthony Hopkins in One Life
- Norman Snow in Giochi Stellari
- Oh Yeong-su in Primavera, estate, autunno, inverno... e ancora primavera
- Bill Smitrovich in Joker: Folie à Deux
- Carl Lumbly in Captain America: Brave New World
- Michele Venni in The Complex Forms
- Jeff Fahey in Boxe

### Film d'animazione
- Rex in Toy Story - Il mondo dei giocattoli, Toy Story 2 - Woody e Buzz alla riscossa, Buzz Lightyear da Comando Stellare - Si parte!, Monsters & Co., Toy Story 3 - La grande fuga, Toy Story 4
- Skaracchio in Dragon Trainer, Dragon Trainer 2, Dragon Trainer - Il mondo nascosto
- Voce narrante in Ortone e il mondo dei Chi, Pom Poko e Bisbiglio
- Nonnotto in Pets - Vita da animali, Pets 2 - Vita da animali
- Jack Dalton in Lucky Luke - La ballata dei Dalton
- Charles (Shalulu) in Laputa - Castello nel cielo
- Akio Ogino ne La città incantata
- Gaetan Moliere in Atlantis - Il ritorno di Milo
- Martin Sheen in Team America: World Police
- Fender in Robots
- Professor Isaac Gilmore in Cyborg 009 vs Devilman
- Gendarme in Tiffany e i tre briganti
- Gran Curatore/Numero 9 in Futurama - Nell'immenso verde profondo
- Weasel in Fantastic Mr. Fox
- Jacob Marley in A Christmas Carol
- Giudice Topo in Ernest & Celestine
- Ernie Clicker ne Il figlio di Babbo Natale
- Grillo Parlante in Pinocchio (2012)
- Re Piedipiombo in Il Cavaliere Rusty e il regno del pericolo
- Nicasio in Justin e i cavalieri valorosi
- Jack ne Il castello magico
- Okina ne La storia della Principessa Splendente
- Senatore Tomcrus in Asterix e il Regno degli Dei
- Signor Brown in Postino Pat - Il film
- L'insegnante ne Il piccolo principe
- Padrino in Pedro galletto coraggioso
- Charlie in Alla ricerca di Dory
- Signor Robbins in Ozzy - Cucciolo coraggioso
- Scrubby in Robinson Crusoe
- Vecchio asino ne Gli eroi del Natale
- Zebedy in Mary e il fiore della strega
- Padre di Bakura in Yu-Gi-Oh!: The Dark Side of Dimensions
- Dorgle in Smallfoot - Il mio amico delle nevi
- Nonno Frump ne La famiglia Addams
- Theo in Elfkins - Missione Best Bakery
- Huarinka in Ainbo - Spirito dell'Amazzonia
- Capitano Tootson in Due amici e la roccia magica
- Dio ne Il drago dei desideri
- Willy Krudo in Minions 2 - Come Gru diventa cattivissimo
- Il Sig. Fezziwig in Scrooge - Canto di Natale
- Lesh in Mavka e la foresta incantata
- Sabino (nonno di Asha) in Wish
- Maestro Shifu in Kung Fu Panda 4

### Serie televisive
- Michael Portillo in Trans Europe Express, Prossima fermata, America
- Bob Newhart in The Big Bang Theory, Young Sheldon
- Castulo Guerra e Pruitt Taylor Vince in Alias
- Prentis Hancock (2ª voce) in Spazio 1999[18]
- Trevor Eve in Eddie Shoestring, detective privato
- Alan Dale in Dynasty
- Jean-Pierre Duriez in Nontuttorosa
- David L. Lander in Un catastrofico successo
- Carlos Eduardo Dolabella in Soltanto per amore
- Ari Telch in María Mercedes
- André Dussollier in Zorro
- Robin Williams in Law & Order - Unità vittime speciali
- John Noble in Fringe
- Chazz Palminteri in Blue Bloods
- Colm Meaney in Hell on Wheels
- David Bradley ne Il Trono di Spade
- Mitch Pileggi in Dallas
- Judd Hirsch in Forever
- Nicolas Marié in La foresta
- Louis Herthum in What/If
- Michael Potts in The First Lady
- William Shatner ne I misteri di Murdoch
- Anthony Hopkins in Those About to Die
- Carl Lumbly in The Falcon and the Winter Soldier
- Stephen McKinley Henderson in The Madness
- Jay Leno in Quell'uragano di figlia
- Christopher Lloyd in Mercoledì

### Serie animate
- Prof. Shikishima in Shin Getter Robot contro Neo Getter Robot (2ª ediz.) e Getter Robot Arc
- Merlino Ambrosius in Trollhunters - I racconti di Arcadia e I Maghi - I racconti di Arcadia
- Robin Williams, Jay Leno e allenatore di roller derby ne I Griffin[19]
- Dewey Largo (st. 1) e Robin Williams (ep. 28.19) ne I Simpson[20]
- Gran Curatore (st. 5) e Bender (st. 8+) in Futurama[21]
- Jack Valenti e personaggi vari in Freakazoid!
- Patrasche in Nello e Patrasche
- Tombè du Ciel in Davy Crockett
- Hiramatsu Akakabu (1ª voce) in Cutey Honey, la combattente dell'amore
- Comandante Nebula in Buzz Lightyear da Comando Stellare
- Preside Stickler in Un cane di classe
- Papà in I Vampiriani - Vampiri vegetariani
- Station in Lloyd nello spazio
- Shintaro Kazama in Full Metal Panic!
- Skaracchio in Dragons
- Maestro Shifu in Kung Fu Panda - Mitiche avventure
- Duggee in Hey Duggee
- Herb Kazzaz in BoJack Horseman
- Barone Von Steamer in Big Hero 6 - La serie
- Maestro Oogway in Kung Fu Panda - Le zampe del destino
- Humprey Westwood in Anfibia
- Carl Fredricksen in Una vita da Dug
- Fritz in Monsters & Co. la serie - Lavori in corso!
- Albero santuario in Dark Crystal - La resistenza
- Dottor Ochanomizu in Pluto
- Edmond in Alex Player

### Film TV
- Martin Sheen in Segreto di famiglia
- Alan Thicke in Mio fratello Chip e Mio fratello Chip 2
- Ian McKellen in Il grande gelo
- Bruce McGill in Recount
- Michael Madsen ne L'ossessione di Jamie

### Videogiochi
- Gangplank in League of Legends
- Gaetan Moliere in Atlantis: L'impero perduto (2001)[22]
- Marlin in Alla ricerca di Nemo (2003)[23]
- Bomb La Tour ne Gli Incredibili - Una normale famiglia di supereroi (2005)[24]
- Gremlin Blu in Epic Mickey 2: L'avventura di Topolino e Oswald (2012)[25]
- Annunciatore e Rex in Disney Infinity (2013)[26]
- Donan in Diablo IV (2023)[27]

### Cortometraggi
- Rex in Toy Story of Terror
- Voce narrante in Numeri, del canale YouTube Nirkiop[28]

### Documentari
- Hayao Miyazaki ne Il regno dei sogni e della follia
- Voce narrante in Una meravigliosa stagione fallimentare[29]

### Programmi televisivi
- Wayne Carini in A caccia di auto

### Pubblicità
- Voce di Videocassette e spot Disney, Disney Anthology promo), Parmalat, Nissan, Renault, Toyota, Sky, Blockbuster, Kinder Cereali, Segugio.it e molti altri.
- Voce italiana di Pepi Rössler, chef delle televendite

## Altro
- Voce narrante nel disco Altremolecole, distribuito in digitale da Estremomusic.
- Voce narrante del CD-ROM Omnia Junior, prodotto nel 2002 da DeAgostini.
- Voce narrante nell'audiolibro Soeliok.

## Riconoscimenti
- 1995 - Nastro d'argento al miglior doppiatore (Robin Williams in Mrs. Doubtfire - Mammo per sempre)
- 2010 - Leggio d'oro per la miglior direzione del doppiaggio (Up).
- 2016 - Anello d'Oro al Festival Voci nell'Ombra per la pubblicità di Segugio.it
- 2019 - Targa "Claudio G. Fava" alla Carriera al Festival Voci nell'Ombra